# Prionop crestagrís
El prionop crestagrís (Prionops poliolophus) és un ocell de la família dels vàngids (Vangidae).

## Hàbitat i distribució
Habita zones àrides amb arbusts espinosos i boscos del sud-oest de Kenya i oest i nord-oest de Tanzània.